# Paramythia montium
Paramythia montium е вид птица от семейство Paramythiidae, единствен представител на род Paramythia.

## Разпространение
Видът е разпространен в Индонезия и Папуа Нова Гвинея.